# Thai Duc
Nguyen Van Nhac (1752 - 1793) was de keizer van Vietnam. Hij regeerde van 1776 tot oktober 1793 en hij had de regeernaam (nien hieu) Thai Duc van 1778 tot oktober 1793 (de regeerperiode hoeft niet overeen te komen met de periode waarin de regeernaam gold). Hij werd opgevolgd door Canh Thinh.